# CS Concordia Chiajna
Clubul Sportiv Concordia Chiajna ist ein rumänischer Fußballverein aus Chiajna, Kreis Ilfov.

## Geschichte
Concordia Chiajna wurde 1957 als Fußballverein gegründet und trug im Laufe seiner Geschichte die Namen GAC Chiajna, AS Chiajna und ILF Militari (Întreprinderea de Legume-Fructe Militari). Der Verein spielte lange Jahre unterhalb der höchsten Ligen, bis er 1988 zum ersten Mal auf sich aufmerksam machte, als er in der Relegation um den Aufstieg in die drittklassige Divizia C scheiterte. Ab 1992 spielte der Verein dann in der Divizia C, doch war diese nach der Ligenreform in Rumänien von 1992 bis 1997 nur noch die vierthöchste Spielklasse.
In der Hinrunde der Saison 2005/06 nahm Adrian Bumbescu das Angebot an, Concordia in der Divizia D zu trainieren. In der Winterpause der Saison 2005/06 fusionierte Concordia mit dem abstiegsbedrohten Drittligisten Argeșul Mihăilești. Ion Dumitru übernahm Anfang 2006 das Amt des technischen Direktors bei dem neuen Verein, dessen Drittligamannschaft in der Rückrunde unter dem Namen Concordia Chiajna – Mihăilești antrat und erst am letzten Spieltag den Abstieg in die Viertklassigkeit verhindern konnte. Vor Beginn der neuen Saison wurde die Mannschaft aus der Liga IV in ein Jugendteam umgewandelt und das Team aus der Liga III erhielt den nun frei gewordenen Namen Concordia Chiajna. Dumitru löste dort Vasile Bârdeș als Trainer ab und schaffte 2007 mit dem Verein den Aufstieg in die Liga II. Nach dem achten Spieltag der Zweitligasaison 2008/09 wurde Ion Dumitru durch Dumitru Bolborea als Trainer abgelöst, der den Verein bis zu seiner Entlassung am 1. Juni 2009 trainierte. Adrian Bumbescu übernahm danach erneut das Amt des Cheftrainers, musste am 5. Oktober 2009 aber dem damaligen technischer Direktor Ion Dumitru weichen und wurde erneut dessen Assistent. Nachdem Dumitrus Vertrag am 6. April 2010 wegen Erfolglosigkeit aufgelöst worden war, kehrte Bumbescu erneut auf den Chefsessel zurück. Am 31. Mai 2010 musste er sein Amt zum zweiten Mal in der laufenden Zweitligasaison abgeben und wurde durch den Spielertrainer Laurențiu Diniță ersetzt.
Nach dem Ende der Zweitligasaison 2009/10 beendete Diniță seine Karriere als Spieler und wurde hauptamtlicher Trainer der Mannschaft. Doch bereits nach dem 8. Spieltag der Saison 2010/11 wurde er durch Costel Orac, der bis dahin technischer Direktor des Vereins war, ersetzt. In der Winterpause der Saison 2010/11 scheiterte eine Fusion mit dem Erstligisten Unirea Urziceni, woraufhin Diniță wieder als Spieler ins Geschehen eingreifen musste. Am 5. Mai 2011 wurde Costel Orac als Trainer entlassen und Diniță übernahm erneut die Rolle des Spielertrainers. Am Ende der Saison 2010/11 belegte der Verein den zweiten Rang in der Staffel 1 hinter Ceahlăul Piatra Neamț und stieg zum ersten Mal in die oberste Spielklasse des Landes auf. Chiajna löste damit Brănești als kleinsten Ort Rumäniens ab, aus dem jemals ein Verein in der höchsten Spielklasse gespielt hatte.
Nachdem der Verein auf den vorletzten Tabellenrang abgerutscht war, gab Laurențiu Diniță am 17. Dezember 2011 sein Traineramt auf und wurde am nächsten Tag durch Laurențiu Reghecampf, den bisherigen Trainer des Zweitligisten FC Snagov ersetzt. Nach der Saison 2012/13 wäre der Verein nach zwei Jahren wieder in die Liga II abgestiegen, verblieb durch den Lizenzentzug von Rapid Bukarest letztlich doch im Oberhaus.

## Spieler
- Marius Pena (2006–2008, 2014–)
- Florin Gardoș (2008–2010)

## Trainer
- Adrian Bumbescu (2005 bis 2006, 1. Juni 2009 bis 5. Oktober 2009, 6. April 2010 bis 31. Mai 2010)
- Vasile Bârdeș (2006 bis Sommer 2006)
- Ion Dumitru (Sommer 2006 bis 2008, 5. Oktober 2009 bis 6. April 2010)
- Dumitru Bolborea (2008 bis 1. Juni 2009)
- Laurențiu Diniță (31. Mai 2010 bis Oktober 2010, 5. Mai 2011 bis 20. Dezember 2011)
- Costel Orac (Oktober 2010 bis 5. Mai 2011)
- Laurențiu Reghecampf (18. Dezember 2011 bis Mai 2012)
- Ilie Stan (Mai 2012 bis Juni 2013)
- Ionuț Chirilă (Juni 2013 bis März 2014)
- Marius Șumudică (März 2014 bis April 2015)
- Marius Baciu (April bis September 2015)
- Cornel Țălnar (September bis November 2015)
- Adrian Falub (2015–2016)
- Ion Moldovan (2017–2018)

## Sonstiges
Neben Fußball werden im Verein mit Tischtennis und Futsal noch zwei weitere Sportarten betrieben. Während die Tischtennisherren 2008 und 2009 unter dem Namen A.C.T.T. Concordia Chiajna rumänischer Meister wurden, stellt die 2008 gegründete Futsalabteilung inzwischen zahlreiche rumänische Nationalspieler.